# Rajko Mitić

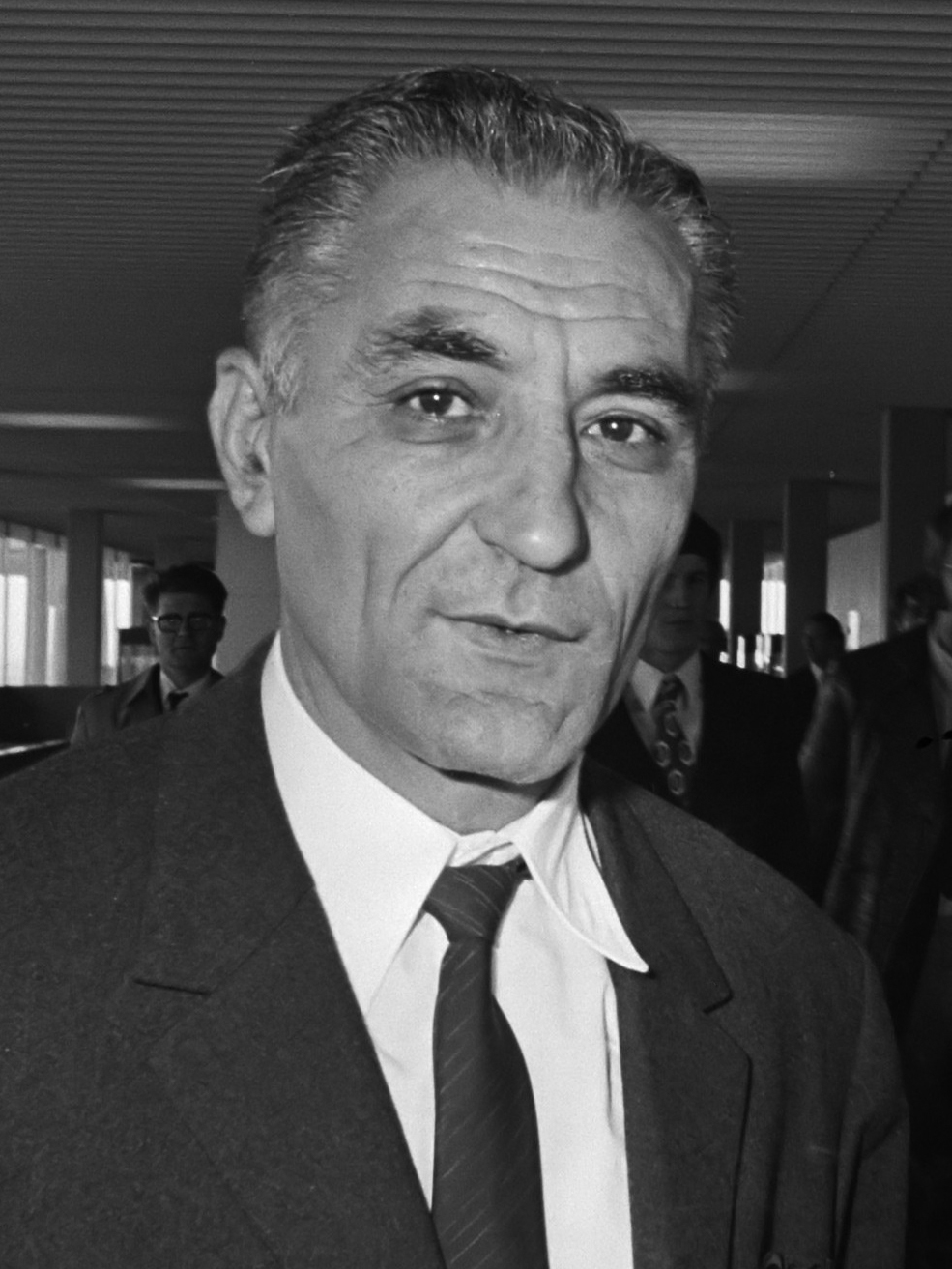
Rajko Mitić auf dem Flughafen Amsterdam Schiphol (1970)

Rajko Mitić (* 19. November 1922 in Dolac, Bela Palanka, Jugoslawien; † 30. März 2008 in Belgrad, Serbien) war jugoslawischer Fußballspieler und -trainer.
Mitić kam von 1945 bis 1958 in 572 Spielen für Roter Stern Belgrad zum Einsatz, wobei er 262 Tore erzielte. Zuvor hatte er beim Belgrader SK gespielt. Als Mitglied der jugoslawischen Nationalmannschaft gewann er zwei olympische Silbermedaillen bei den Spielen 1948 und 1952. Zu seinen Erfolgen zählen auch fünf Meistertitel und vier Pokalgewinne. 
Bekannt wurde Mitić jedoch auch durch ein Missgeschick während der Fußball-Weltmeisterschaft 1950 in Brasilien gegen den Gastgeber, als er kurz vor dem Spiel eine Kopfwunde erlitt, die genäht werden musste und somit seine Mannschaft in den ersten Minuten des Spieles in Unterzahl agieren musste. Insgesamt wurde er in 59 internationalen Begegnungen eingesetzt, wobei ihm 32 Tore gelangen. 
Nach Beendigung seiner aktiven Laufbahn wirkte Mitić von 1967 bis 1970 als Nationaltrainer Jugoslawiens. In diesen Zeitraum fiel der Einzug in das Endspiel der Fußball-Europameisterschaft 1968. Er gilt heute als einer der größten Figuren des jugoslawischen und serbischen Fußballs. 
Im Dezember 2014 wurde auf der Hauptversammlung des Fußballvereins Roter Stern Belgrad entschieden, dass das Stadion Roter Stern, auch bekannt als Marakana, zukünftig den Namen Stadion Rajko Mitić tragen wird.